# Gnamptogenys sulcata
Gnamptogenys sulcata är en myrart som först beskrevs av Smith 1858.  Gnamptogenys sulcata ingår i släktet Gnamptogenys och familjen myror. Inga underarter finns listade i Catalogue of Life.

## Bildgalleri

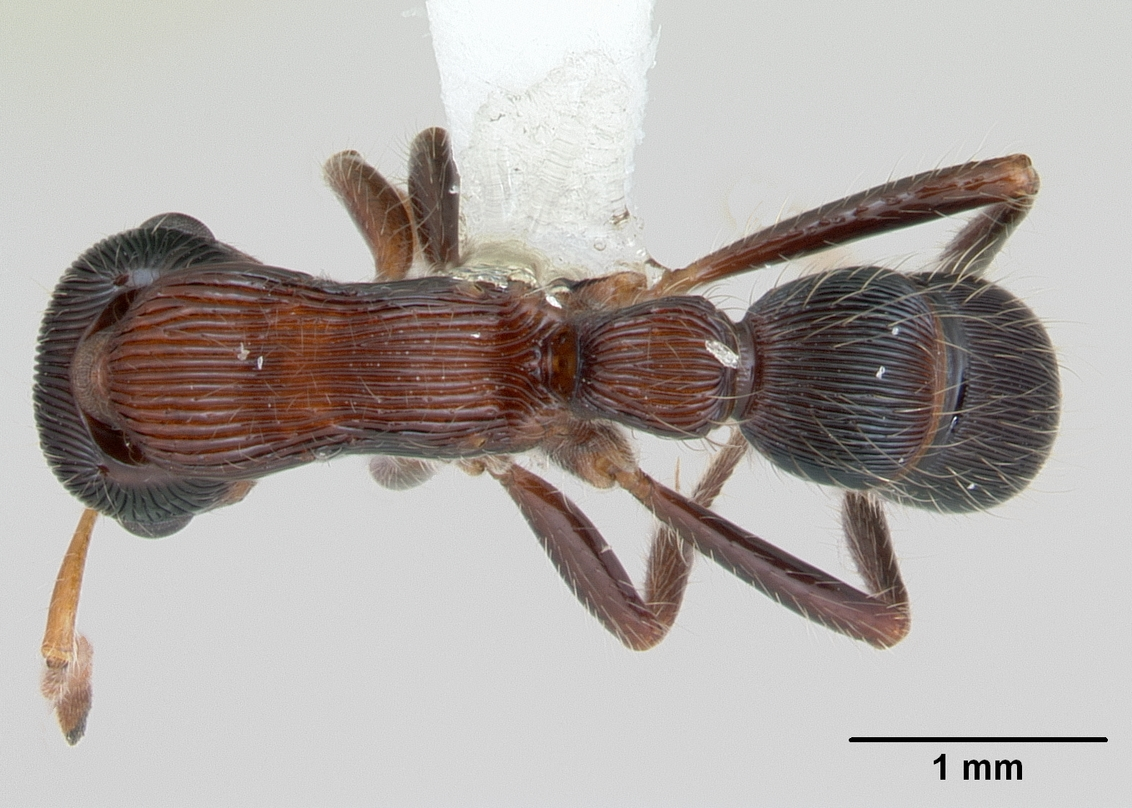
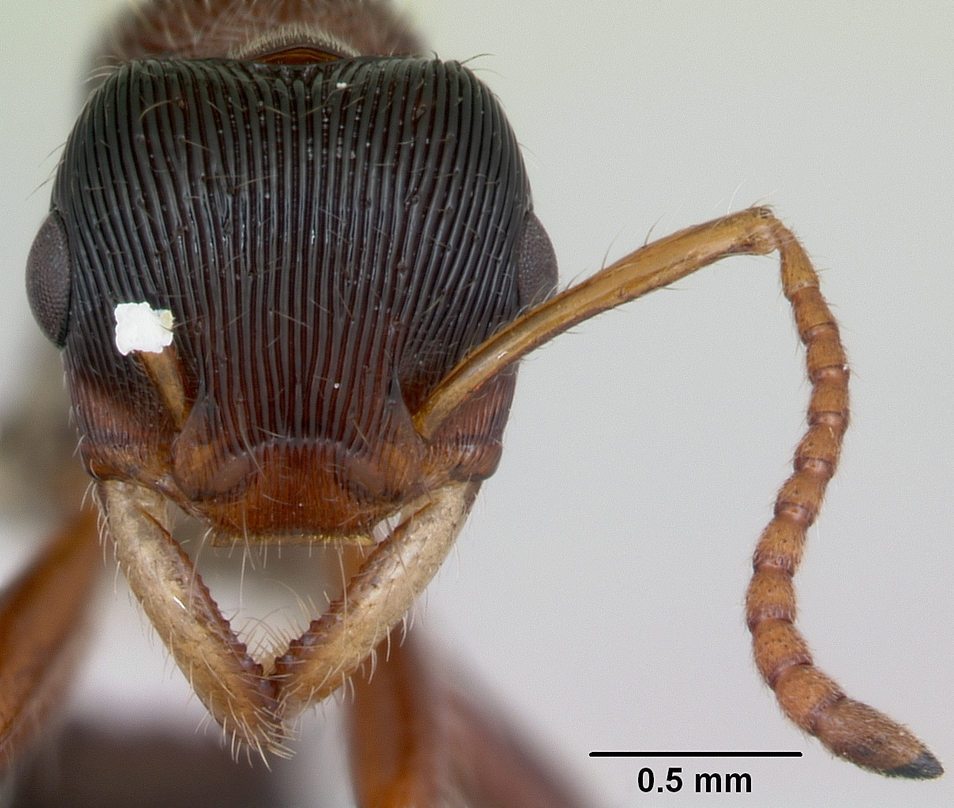
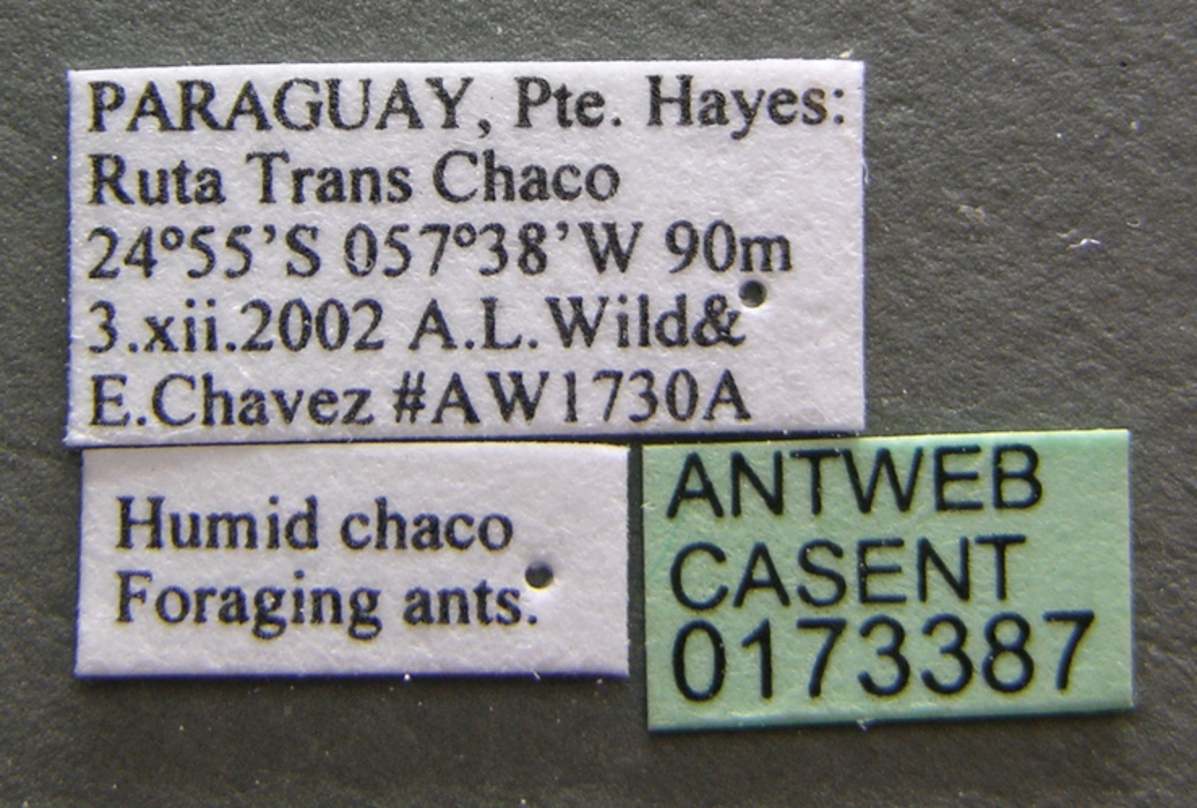
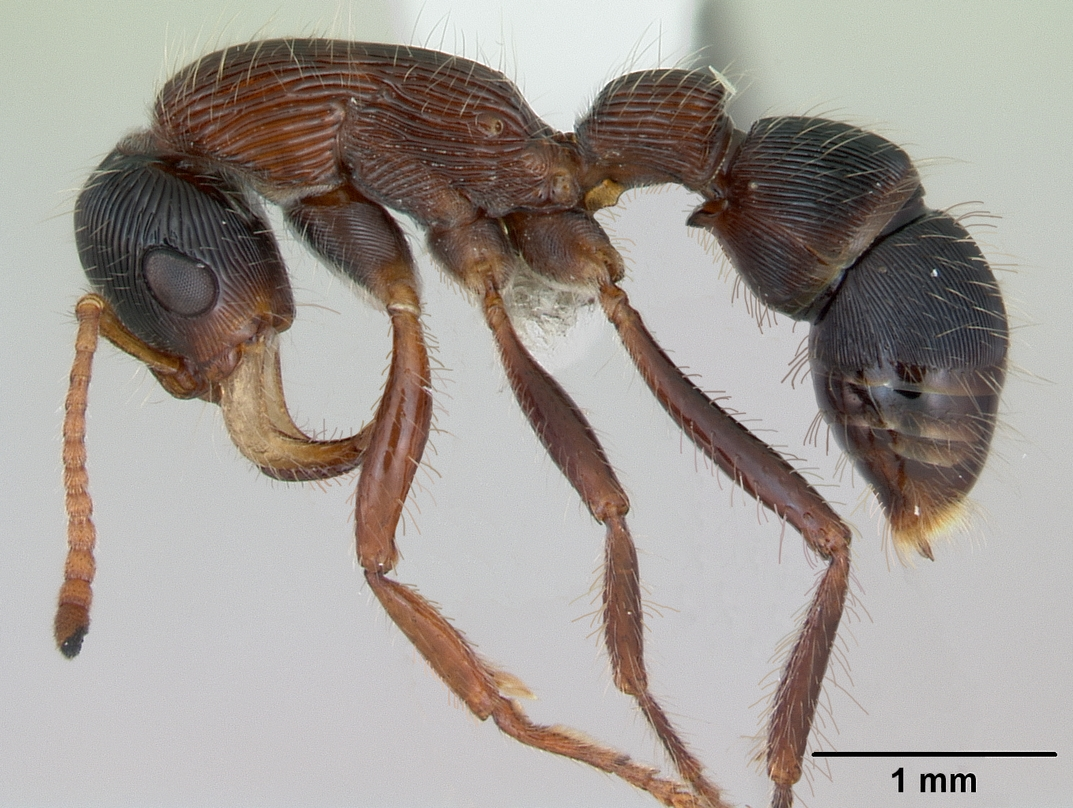
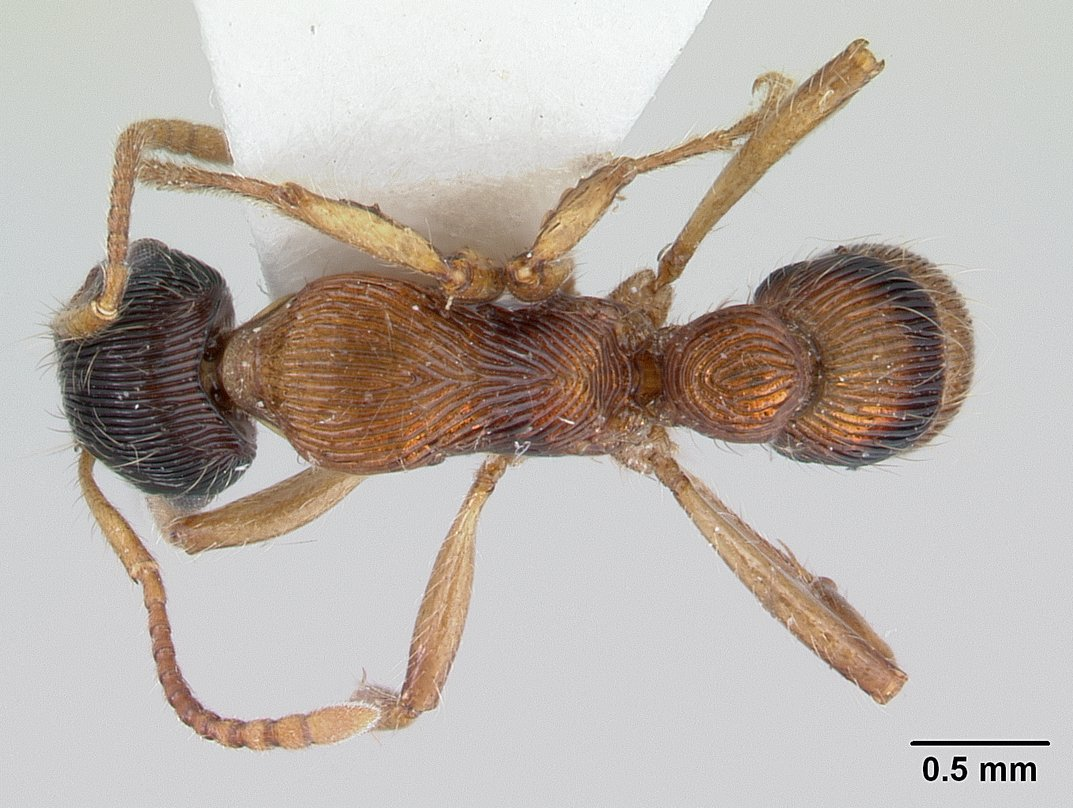
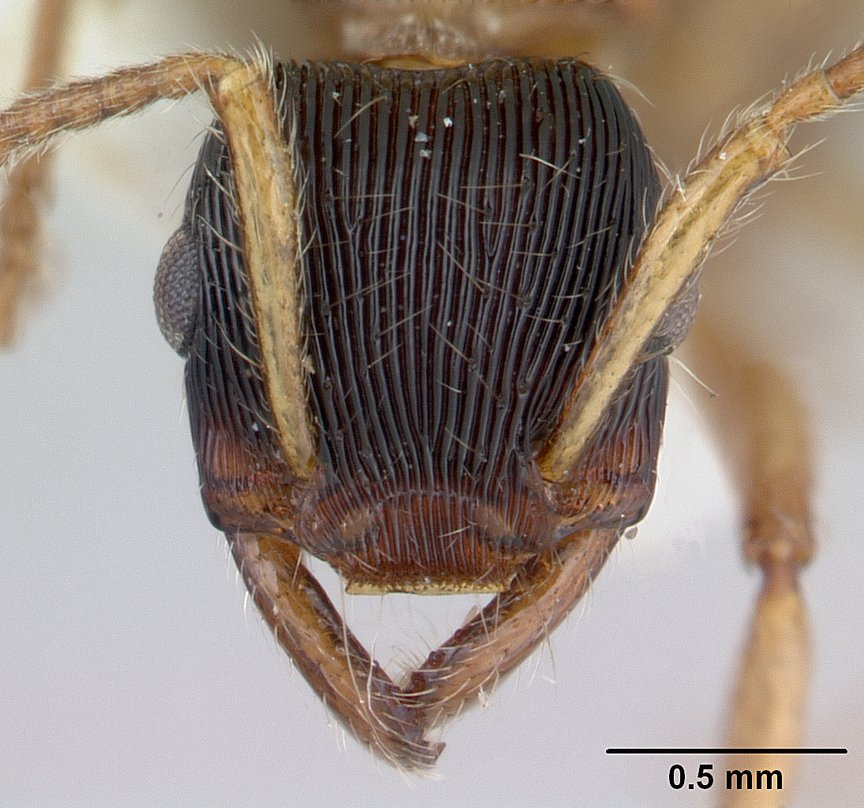